# Mortificazione

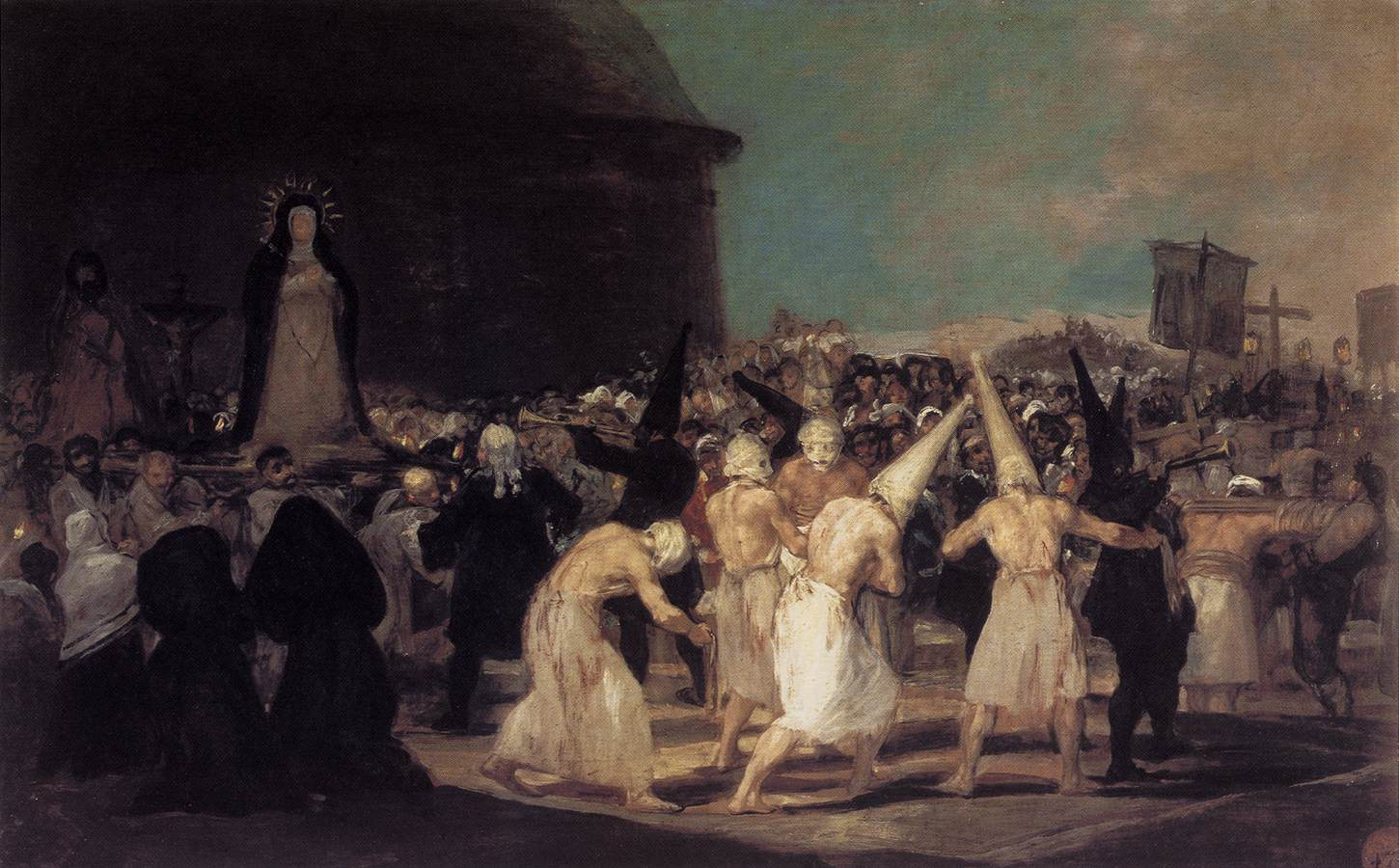
Una processione di flagellanti

La mortificazione è un insieme di pratiche largamente diffuse nel mondo cristiano intese a conquistare la vita eterna mediante la rinuncia ad alcuni piaceri sensibili, così da dominare con più successo la concupiscenza che porta al peccato.

## Origine dell'espressione
Il termine "mortificazione", e il verbo "mortificare" ad esso associato, deriva dal latino mortificare, letteralmente "far morire". Queste hanno la loro origine negli scritti di San Paolo, quando contrappone la vita "secondo lo Spirito" (di Cristo) alla vita "secondo la carne" (il peccato): "Se vivi secondo la carne, morirai". Ma se per mezzo dello Spirito metti a morte le opere del corpo, vivrai" (Romani 8,13); "Mortifica dunque le tue membra terrene: fornicazione, impurità, passione colpevole, desideri malvagi, e quell'avidità che è idolatria..." (Romani 8,13). (Col 3.5). In latino, "far morire" e "mortificare" sono tradotti con il verbo mortificare.

## Nella storia del Cristianesimo

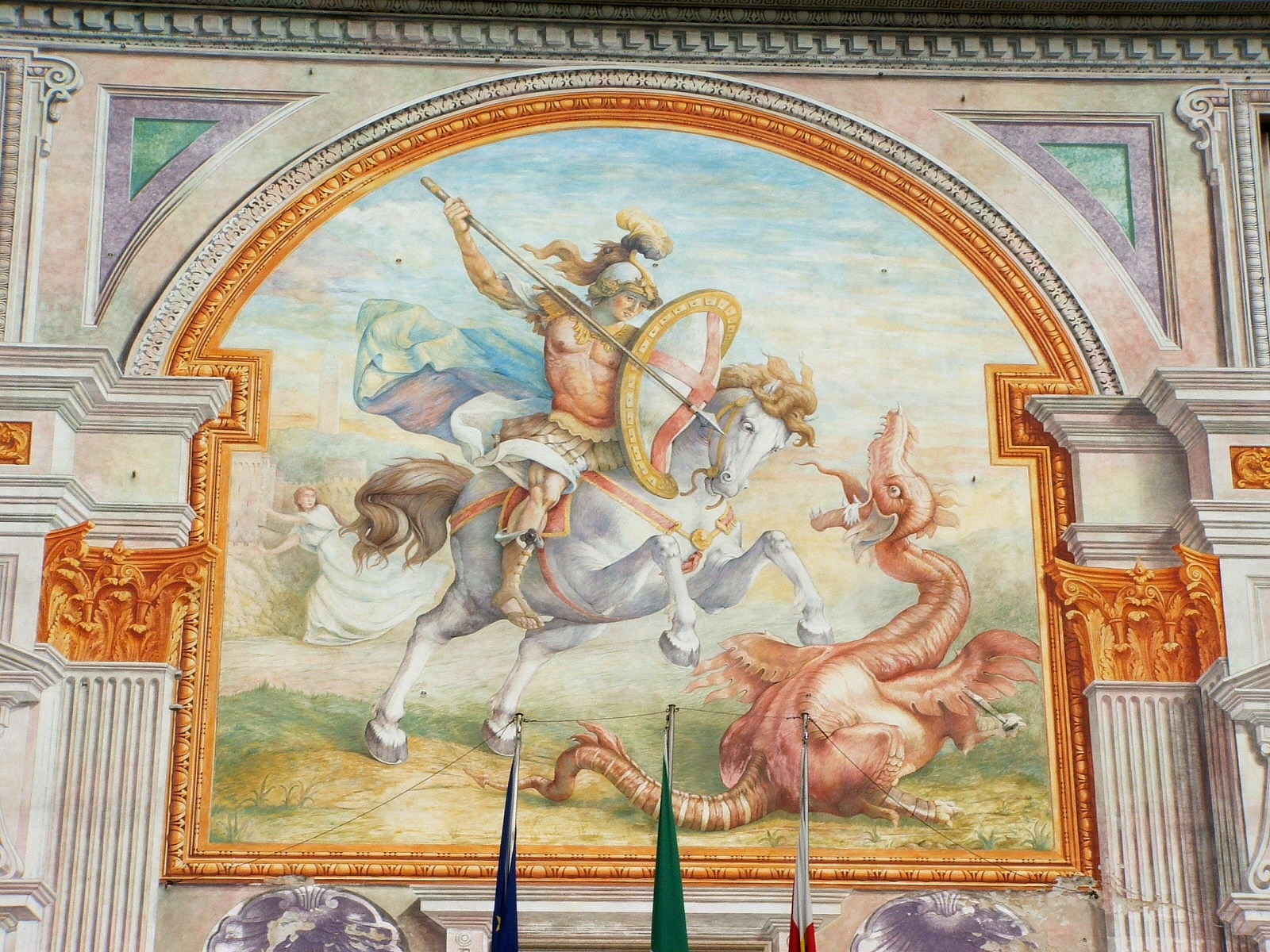
San Giorgio e il drago

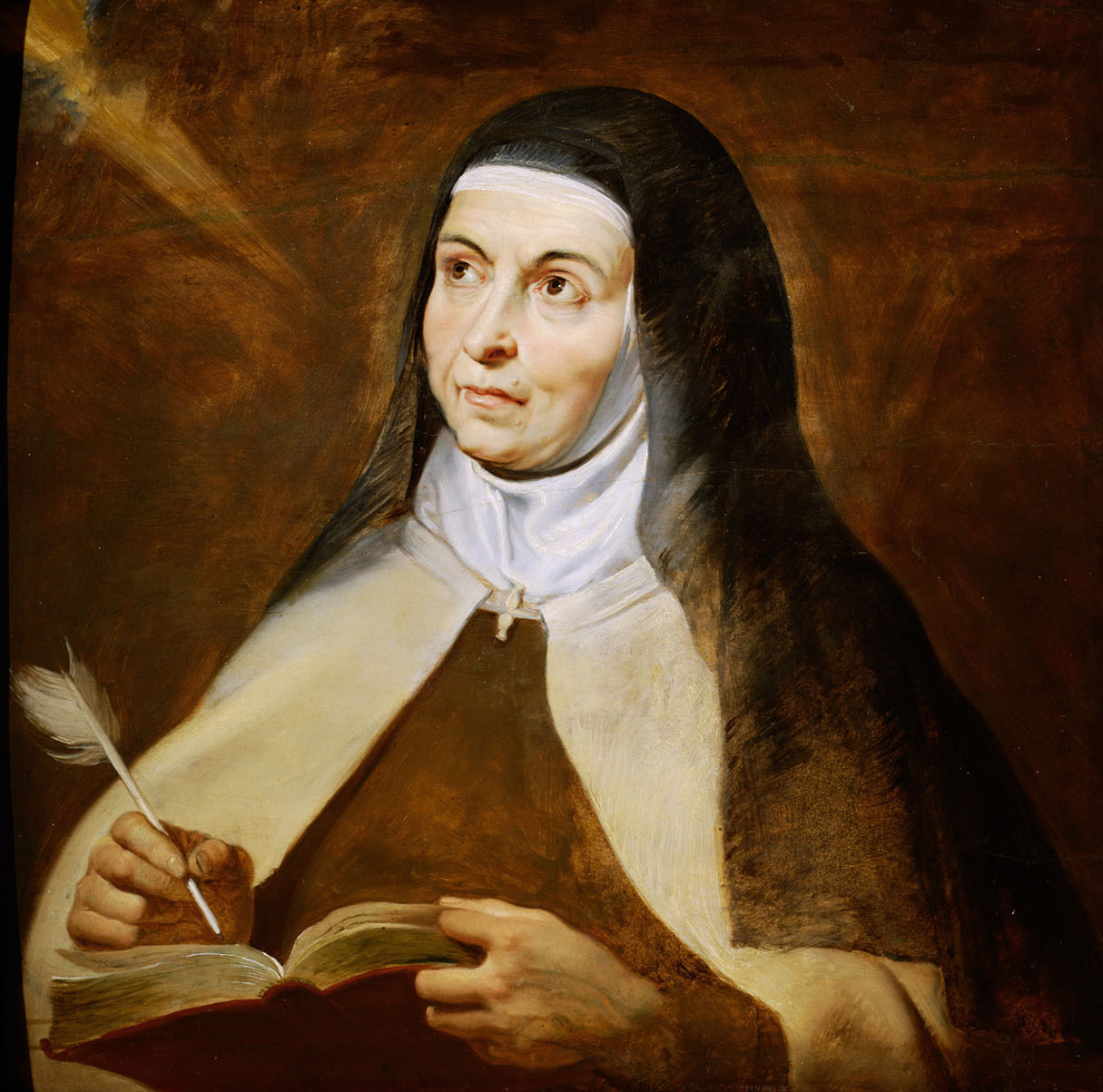
Santa Teresa d'Avila

In tempi moderni è diventato un termine tecnico generalizzato per le varie pratiche con cui si cerca metodicamente di sottoporre alla volontà e, più fondamentalmente, a Dio, l'insieme delle facoltà umane.
È una pratica comune a molti santi e a semplici fedeli nella storia della Chiesa, anche sulla spinta di quanto detto da Gesù: «Se non farete penitenza, tutti ugualmente perirete» (Lc 13,5). Il primo a parlarne fu Paolo - «Mortifico il mio corpo e lo tengo in schiavitù» (1 Cor 9,27) - e l'argomento fu ripreso da Agostino: «Non basta migliorare la propria condotta e cessare dal fare il male, se non si dà anche soddisfazione a Dio delle colpe commesse per mezzo del dolore della penitenza, dei gemiti dell'umiltà, del sacrificio del cuore contrito, unitamente alle elemosine» (Serm. 351, 5, 12: PL 39, 1549). Si parla dell'uso della mortificazione corporale nelle biografie di: Caterina da Siena, Ignazio di Loyola, Teresa d'Avila, Tommaso Moro, Francesco di Sales, Margherita Maria Alacoque, Giovanni Maria Vianney, Teresa di Lisieux, don Bosco. Esempi più recenti sono i papi Paolo VI e Giovanni Paolo II, padre Pio, Madre Teresa di Calcutta e mons. Óscar Romero. Nell'enciclica Paenitentiam Agere del 1º luglio 1962, Giovanni XXIII incitava i fedeli «alla penitenza esteriore, sia per assoggettare il corpo al comando della retta ragione e della fede, sia per espiare le proprie colpe e quelle degli altri.»
L'esule spagnolo Juan de Valdés, capofila degli Spirituali, «uno dei più autentici genii religiosi» del XVI secolo secondo Bataillon, nel capitolo dedicato a illustrare «Donde procede la grandissima mutatione che si è veduta nella Ecclesia Christiana da quel che fu a quel che hora è» del suo Alfabeto Cristiano identificava «l'huomo mortificato» in colui che, sollecitato e combattuto dai suoi affetti e desideri, «ha combattuto contro di loro et gl'ha vinti».
La mortificazione non riguarda solo la carne, ma principalmente la volontà individuale: la volontà del cristiano dev'essere infatti il «fiat voluntas Tua» del Padre Nostro, ovvero il fare la volontà divina.
In realtà, lo spirito di mortificazione, più che un mezzo per raggiungere la vita eterna, è la conseguenza di un rapporto d'amore personale e sincero con Dio; l'anima innamorata è spinta a cercare una dimensione di preghiera e di penitenza che la rende partecipe e corredentrice nella via della salvezza.

## Pratiche nella Chiesa cattolica

### Quaresima pasquale
La Quaresima è una delle ricorrenze che la Chiesa cattolica e altre chiese cristiane celebrano lungo l'anno liturgico. È un periodo di circa quaranta giorni che precede la celebrazione della Pasqua; secondo il rito romano inizia il giorno dopo la fine del Carnevale, cioè Mercoledì delle Ceneri e si conclude il Giovedì santo, cioè il giorno prima dell'inizio del Triduo pasquale. Secondo il rito ambrosiano invece, parte dalla domenica successiva al Martedì grasso e si conclude il Giovedì santo.
Tale periodo è caratterizzato dall'invito alla conversione a Dio. Sono pratiche tipiche della quaresima il digiuno ecclesiastico e altre forme di penitenza, la preghiera più intensa e la pratica della carità. È un cammino che prepara alla celebrazione della Pasqua, che è il culmine delle festività cristiane. Ricorda i quaranta giorni trascorsi da Gesù nel deserto dopo il suo battesimo nel Giordano e prima del suo ministero pubblico. È anche il periodo in cui i catecumeni vivono l'ultima preparazione al loro battesimo.
Il codice di diritto canonico disciplina i giorni di penitenza cristiana ai canoni da 1249 a 1253 menzionando il "sacrificio di se stessi":
Can. 1250 - Sono giorni e tempi di penitenza nella Chiesa universale, tutti i venerdì dell'anno e il tempo di Quaresima.»
(Codice di diritto canonico, can. 1249-1250)

### Processioni del Venerdì Santo

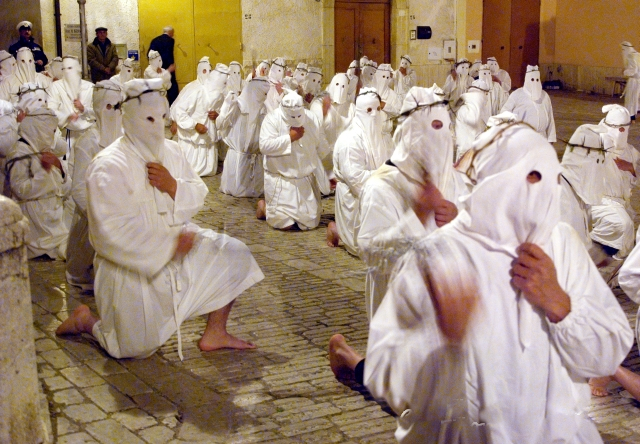
I Battenti nella processione del Venerdì Santo a San Lorenzo Maggiore (BN)

Il Venerdì Santo è il primo giorno del Triduo pasquale. In molte località di tradizione cristiana cattolica, è il giorno in cui hanno luogo processioni che ricordano la Crocifissione di Gesù. È piuttosto frequente assistere a processioni di penitenti in ginocchio, una pratica con cui la persona "flette" sia il corpo che lo spirito: questo accade per esempio nella processione di San Lorenzo Maggiore in provincia di Benevento, nella Processione dei misteri di Trapani, e presso la Chiesa dell'Aracoeli in provincia di Messina, con la partecipazione di trentatré penitenti detti "babbaluti", che si gettano a terra più volte prima di portare il Crocifisso. Anche a Jammu, in India ci sono riti analoghi. Ma si possono vedere riti molto simili in altre località il giorno del "santo patrono".
Nelle Filippine, la commemorazione della Crocifissione di Gesù avviene con sacre rappresentazioni in cui alcuni fedeli conficcano dei veri chiodi nelle mani di confratelli legati a una croce.

### Battuti e flagellanti
I battuti erano gli appartenenti a diverse confraternite di laici attive dal medioevo. Il nome deriva inizialmente dalla penitenza dell'autoflagellazione che almeno alcuni gruppi fra essi si imponevano come regola, ma rimane poi anche quando tale usanza cade in disuso, il che avviene ben presto, assumendo il senso morale di "afflitti". In questo senso, i battuti si distinguono dai flagellanti di Raniero Fasani: ad esempio, a Forlì sono già attivi nel 1252, cioè prima dell'inizio del movimento di Fasani.
I flagellanti furono un movimento cattolico costituito da varie sette religiose durante il Medioevo, rimasto attivo dal XIII al XV secolo.
Caratterizzati dalla pratica dell'autoflagellazione in pubblico, la flagellazione era una forma di penitenza e devozione impiegata da numerosi ordini religiosi, quali camaldolesi, cluniacensi, francescani e meno frequentemente domenicani. Essa serviva non solo come pratica religiosa e mortificatrice ma anche come mezzo attraverso cui ottenere da Dio la cessazione di catastrofi, guerre o epidemie.
I primi flagellanti sorsero nell'Italia settentrionale e centrale nel 1260, dopodiché il movimento si diffuse nel resto dell'Europa. Ebbero il proprio apice verso la metà del XIV secolo, in seguito all'esplosione della Peste nera.

### I vattienti

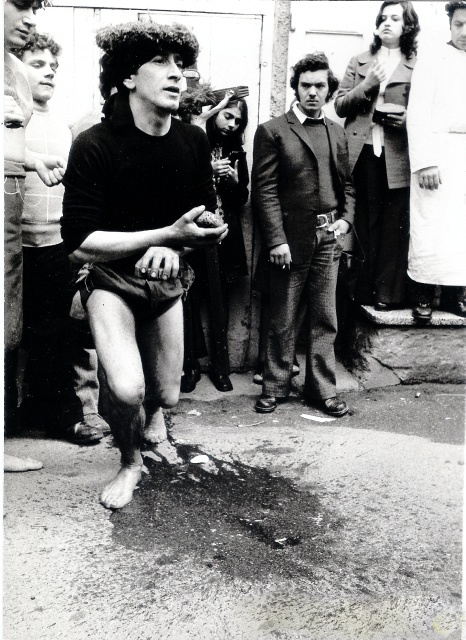
Rito dei "vattienti" (1973)

A Nocera Terinese (CZ) il giorno di Maria Addolorata gruppi di penitenti chiamati "vattienti" si fasciano la testa con un fazzoletto nero e una corona senza aculei, mentre indossano calzoni corti per lasciare scoperte le cosce e i polpacci. Si battono quindi le gambe con un pezzo di sughero, chiamato "cardo", in cui sono conficcati dei frammenti di vetro di pochi millimetri.

### Il «Corteo degli spinati»

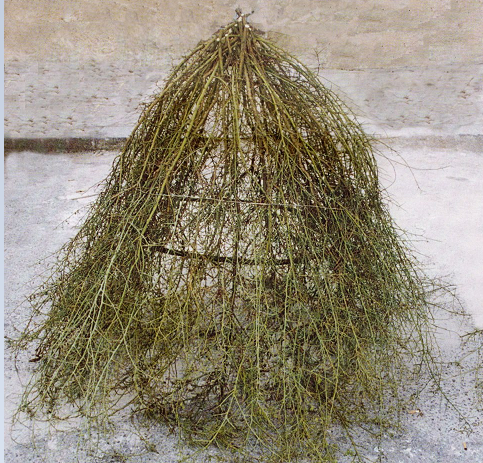
Modello di spalas usata durante la processione degli "Spinati" di Palmi

Gli «Spinati di Palmi» sono uomini penitenti che, per ex-voto, rimangono a torso nudo durante il percorso della processione di san Rocco indossando una cappa di spine chiamata spalas..
Le spalas sono formate da rami pungenti di ginestra selvatica che vengono tagliati alla base della pianta e legati tra di loro con canne, salici e vermene in modo da formare una sorta di nassa conica con cerchi decrescenti. Talvolta la punta del cono, dove poggia la testa, viene protetta internamente da una piccola ciambella in tessuto. Le donne invece "vestono" solamente una corona, sempre di rami di ginestra selvatica con spine, a ricordo di quella "indossata" da Gesù Cristo sulla Croce.
Questo tipo di ex-voto avviene con la promessa verso il santo di indossare la corona o la spalas per un anno o per tutta la vita.